# سیدی محمد اومرزوق
سیدی محمد اومرزوق (به فرانسوی: Sidi M'Hamed Ou Marzouq) یک منطقهٔ مسکونی در مراکش است که در استان صویره واقع شده‌است. سیدی محمد اومرزوق ۶٬۰۸۸ نفر جمعیت دارد.